# Andreas Schreiner (Autor)
Andreas Schreiner (* 15. März 1965 in Steyr) ist ein österreichischer Autor von Fantasy-Romanen.
Schreiner ist ein gelernter Konstrukteur für Maschinen- und Motorenbau, ist verheiratet und hat zwei Söhne. Das Schreiben ist für ihn „die aufregendste und intensivste Flucht aus der Alltagswelt“. Seit 1986 schreibt er Gedichte, Kurzgeschichten, Fantasy-Romane.
In seiner Jugendbuchserie Mystery-Park, die in einem riesigen, nur für Kinder und Jugendliche zugängigen Freizeitpark angesiedelt ist, verflechtet er Abenteuer-, Natur- und Technikthemen. Die Freaks, die Hauptpersonen der Jugendbuchreihe und gleichzeitig die besten Computerhacker weit und breit, sorgen dafür, dass es in Mystery World kein Chaos gibt. Eine grandiose Hightechausrüstung und ein hypermodernes Computernetzwerk helfen ihnen, den Mystery Park zu steuern.

„Mystery Park soll eine Anregung zum Träumen sein. Mein Ziel war es, Spiele-Levels zu schaffen – eine fiktive Welt, die junge Leser in ihrer Phantasie bereisen und weiter ausbauen können.“

## Werke
- Veröffentlichte Bände in der Jugendbuch-Reihe Mystery Park:
  - Mystery Park-Level 1: Abenteuer im Mystery-Park (2000)
  - Mystery Park-Level 1: Aufstand der Geister (2000)
  - Mystery Park-Level 1: Mystery-Park in Gefahr (2001)
  - Mystery Park-Level 1: Duell der Superhacker (2001)
  - Mystery Park-Level 1: Unsichtbare Phantome (2002)
  - Mystery Park-Level 2: Das eiskalte Licht (2002)
  - Mystery Park-Level 2: Rivalen im Labyrinth (2003)
  - Mystery Park-Level 2: Das Omega-Rätsel (2003)
- Weitere Bücher:
  - Am Abgrund der Zeit (2004)